# Marion Frant
Marion Frant (* 1970 als Marion Hildebrandt in Grimma) ist eine deutsche Politikerin (CDU). Sie ist seit 2024 Landrätin des thüringischen Landkreises Eichsfeld.

## Leben
Frant ist im Eichsfeld aufgewachsen. Nach ihrem Abitur studierte sie Maschinenbau in Hessen und Sachsen-Anhalt. 1995 ging sie an das Institut für Bioprozess- und Analysenmesstechnik, später promovierte sie an der Martin-Luther-Universität Halle-Wittenberg.
Frant ist verheiratet und lebt in Geisleden.

## Politik
Frant trat 2004 in die CDU ein. 2010 wurde sie zur Bürgermeisterin der Gemeinde Geisleden gewählt. 2014 wurde sie zusätzlich in den Kreistag des Landkreises Eichsfeld gewählt, wo sie zuletzt stellvertretende Fraktionsvorsitzende war. Frant gehört außerdem dem Kreisvorstand der CDU Eichsfeld an.